# Ruben Garces
Pour les articles homonymes, voir Garcés.
Rubén Santiago Garcés, né le 17 octobre 1973 à Colón (Panama), est un joueur panaméen de basket-ball. Il joue au poste d'ailier fort et mesure 2,08 m.

## Carrière

### Universitaire
- 1996-1997 : Friars de Providence  (NCAA)

### Clubs
- 1998-1999 :  Quad City Thunder (CBA)
- 1999-1999 :  La Crosse Bobcats (CBA)
- 1999-2000 :  Boca Juniors (LNB)
- 2000-2000 :   La Crosse Bobcats (CBA)
- 2000-2001 :  ASVEL Lyon-Villeurbanne (Pro A)
- 2001-2001 :  Warriors de Golden State (NBA)
- 2001-2001 :  Suns de Phoenix (NBA)
- 2001-2002 :  CB Valladolid (Liga ACB)
- 2002-2002 :  Marinos de Oriente (LPB)
- 2002-2004 :  CB Breogán (Liga ACB)
- 2004-2005 :  Estudiantes Madrid (Liga ACB)
- 2005-2006 :  Valencia Basket Club (Liga ACB)

### Équipe du Panama
Garces a disputé le championnat du monde 2006 avec le Panama.